# Gaspar de Guzmán, comte-duc d'Olivares, à cheval
Le Portrait équestre du Comte-Duc d'Olivares est une huile sur toile de Diego Vélasquez réalisée en 1638. Elle est exposée au musée du Prado à Madrid depuis l'inauguration du musée en 1819.

## Description
C'est un portrait du Comte-Duc d'Olivares, favori du roi Philippe IV d'Espagne, noble influent et homme politique espagnol. Dans l'ensemble de l'œuvre de Vélasquez, cette toile est considérée comme une exception : de par sa conception et ses couleurs, la toile est plus intéressée et pompeuse que les toiles habituellement sobres de l’artiste.
Olivares est peint sur le dos d'un cheval, un honneur généralement réservé aux monarques et qui reflète le pouvoir qu'avait ce favori ou main droite du roi, charge similaire à un actuel premier ministre. La toile ressemble aux portraits équestres que Vélasquez avait peints pour le Salon des Royaumes du Palais du Buen Retiro, mais, au contraire de ces toiles, c'est une commande d'Olivares pour sa propre maison.
La toile n'est pas datée, mais sa réalisation se situe un peu après la série déjà citée, vers 1638, et peut-être après la bataille de Fuenterrabía qui fut un succès militaire qu'Olivares s'attribua bien qu'il n'y participât pas personnellement. La toile n'intégra les collections royales, ancêtre du musée du Prado, qu'un siècle après sa réalisation.
Le Comte-Duc regarde le spectateur, s'assurant qu'il soit le témoin de ses exploits. Le personnage est vu en contre-plongée et son torse est tourné vers l'arrière, ce qui le rend plus svelte. Olivares était massif et assez gros dans les portraits précédents de Vélasquez ; il apparaît ici plus mince. Le cheval lève ses pattes avant, et regarde vers le champ de bataille, traçant une diagonale avec les collines visibles dans le paysage, composition qui donne de l'énergie au portrait et qui par son dynamisme rappelle Rubens. Le schéma de ce portrait équestre se différencie de ceux réalisés pour la famille royale, et on pense que ce fut une suggestion d'Olivares ; Vélasquez se devait de plaire à cet homme qui, en plus d'être le plus influent des hommes politiques de la cour après le roi, l'avait appuyé à ses débuts pour intégrer la cour.
Le noble est couvert d'un chapeau à plumes aux bords larges et de l’écharpe de l'État ; il tient à la main un bâton de maréchal avec lequel il indique la direction de la bataille. La cuirasse qui luit est probablement celle qui est conservée au Palais de Liria de Madrid (Collection de la Casa de Alba).
Le riche chromatisme et le traitement de la lumière donnent à l'ensemble de la scène une grande vitalité.
La bataille, lointaine, est traitée par petites taches de couleurs. Le paysage est très schématique, Vélasquez ne définit ni les bâtiments ni les personnages. Il est possible que ce fût parce que le peintre ne connaissait pas la localité de Fuenterrabía où eut lieu la bataille décrite, bien que d'autres sources pensent qu'il ne faisait pas référence à une bataille en particulier. Les collines s'estompent dans des tons verts et bleus, donnant une sensation d'éloignement que certains traitent de « perspective aérienne très accusée ».

## Postérité

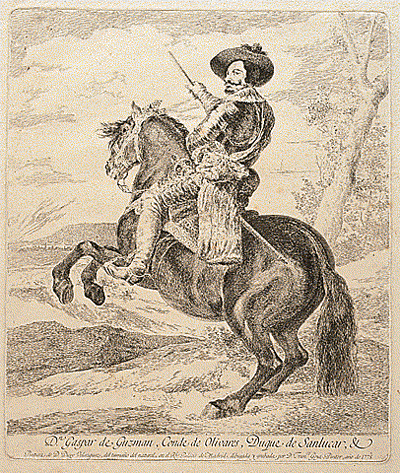
Gravure de Goya d'après l'œuvre de Vélasquez

Dans sa série de gravures d'après Vélasquez, Francisco de Goya a effectué une copie de Gaspar de Guzmán, comte-duc d'Olivares, à cheval intitulée Don Gaspar de Guzman, comte d'Olivares, duc de San Lucar (1778, eau-forte).